# Zabielje (stacja kolejowa)
Zabielje (ros. Забелье) – stacja kolejowa w miejscowości Zabielje, w rejonie pustoszkowskim, w obwodzie pskowskim, w Rosji. Położona jest na linii Moskwa - Siebież.